# Liste von Kriminalmuseen
Kriminalmuseen oder Polizeimuseen beschäftigen sich mit der Geschichte der Kriminalität und der Strafverfolgungsbehörden.

## Deutschland
- Deutsches Polizeimuseum e. V. in Salzkotten
- Polizeimuseum Bremerhaven
- Kriminalmuseum Frankfurt in Frankfurt am Main
- Kriminalmuseum Rothenburg ob der Tauber
- Kriminalmuseum Fürth
- Kriminalmuseum der Akademie der Polizei Baden-Württemberg in Freiburg im Breisgau
- Museum des Bayerischen Landeskriminalamtes in (München)[1]
- Polizeimuseum Niedersachsen in Nienburg/Weser
- Bayerisches Polizeimuseum in Ingolstadt
- Polizeimuseum Hamburg
- Polizeimuseum Dresden (inzwischen nur noch ein Forum, keine historischen Exponate mehr)
- Polizeimuseum München im Polizeipräsidium München
- Polizeimuseum Stuttgart[2]

## Italien
- Museo Criminologico in Rom
- Museo di Antropologia Criminale[3] in Turin

## Litauen
- Polizeimuseum Kaunas
- Polizeimuseum Vilnius
- Polizeimuseum Šiauliai

## Norwegen
- Justizmuseum in Trondheim

## Österreich
- Hans Gross Kriminalmuseum im Grazer Hauptgebäude der Karl-Franzens-Universität
- Polizeimuseum Wien
- Wiener Kriminalmuseum
- Kriminalmuseum Scharnstein

## Schweden
- Polismuseet in Stockholm

## Schweiz
- Kriminalmuseum Zürich der Kantonspolizei Zürich
- Polizeimuseum Basel-Stadt

## Ungarn
- Rendőrmúzeum in Budapest

## Vereinigtes Königreich
- The Black Museum des Scotland Yard, heute Crime Museum am Hauptquartier der Metropolitan Police in London